# Adil Öksüz
Adil Öksüz (geboren 1967 in Hacıveliuşağı in Andırın) ist ein türkischer Assistenzprofessor der Islamtheologie an der Universität Sakarya. Öksüz wird in mehreren Verfahren als mutmaßliche Schlüsselfigur des Putschversuches 2016 in der Türkei in Abwesenheit mitangeklagt.

## Leben
Öksüz studierte an der Theologischen Fakultät der Universität Ankara. Den Master erwarb Öksüz an der Universität Sakarya im Nordwesten der Türkei, wo er auch lehrte. Öksüz hat den akademischen Grad eines Anwärters für den Doçent, den Yardımcı Doçent, und schrieb Artikel für die islamische Zeitschrift „Yeni Ümit“.
Öksüz ist verheiratet und Vater dreier Kinder.

## Putschversuch-Vorwurf
Öksüz wird vorgeworfen, eine der Schlüsselfiguren des Putschversuches in der Türkei 2016 zu sein. Öksüz war während des Putschversuches auf dem Militärflugplatz Akıncı ergriffen und dem Haftrichter vorgeführt worden. Er sagte dort aus, die Jandarma habe ihn nicht auf dem Luftwaffenstützpunkt, sondern auf der Straße in der Nähe aufgegriffen. Nach dem Verhör wurde Öksüz unter Auflagen freigelassen. Seither befindet sich Öksüz auf der Flucht. Seine Entlassung nach kaum 48 Stunden Haft, zu einem Zeitpunkt, als landesweit eine Verhaftungswelle lief, wird damit erklärt, dass der Haftrichter ein Gülen-Anhänger gewesen sei.
Bei der Auswertung der Aufnahmen der Sicherheitskameras vom Abend des 15. Juli in der Luftwaffenbasis Akıncılar geriet Öksüz ins Visier der Putsch-Ermittler. Die Luftwaffenbasis gilt als Hauptquartier der Putschisten, von der aus meuternde Piloten in F-16-Kampfjets das Parlamentsgebäude bombardiert hatten. Die Anwesenheit des Theologen in Zivilkleidung fiel den Soldaten offenbar nicht weiter auf, da auch zahlreiche Offiziere sich an dem Tag auf der Luftwaffenbasis in Zivilkleidung bewegten.
Das Innenministerium der Türkei hat für Hinweise auf Öksüz' Aufenthaltsort, die zu seiner Festnahme führen, eine Belohnung von vier Millionen Lira, umgerechnet eine Million Euro, ausgeschrieben. Mehrere Verwandte und Personen aus seinem Umfeld wurden oder werden ebenfalls im Zusammenhang mit dem Putschversuch gerichtlich verfolgt. Darunter sind ein Bruder, mehrere Schwägerinnen und Schwager, die Schwiegereltern und sein Professor.
Von der türkischen Presse wird Öksüz als „Blackbox des Putsches“ (darbenin kara kutusu), „Verräter“ (hain), „Mufti des Putsches“ (darbe fetvacısı), „Imam der Luftstreitkräfte“ (hava kuvvetleri imamı) und „geheimer Imam der FETÖ“ (FETÖ’nün mahrem imamı) diffamiert. Im Verfahren gegen die angeblichen Verantwortlichen des Putschversuchs vor der 2. Großen Strafkammer von Sakarya wird in Abwesenheit gegen Öksüz verhandelt. Die türkische Presse betrachtet den Umstand, dass das US-Konsulat versucht hatte, Öksüz telefonisch zu erreichen, als Beleg dafür, dass der Putsch von Amerika gesteuert worden sei. Die Botschaft erklärte, man habe gemäß den amerikanischen Gesetzen versucht, Öksüz über die Annullierung seines Visums zu informieren, da die türkische Polizei sich an die amerikanische Mission gewandt habe, um Öksüz' Flucht zu verhindern.
Anfang April 2017 wandte sich der türkische Geheimdienst MIT mit einer Erklärung an die Öffentlichkeit, darin hieß es, der islamische Theologe Adil Öksüz habe weder für den türkischen Geheimdienst gearbeitet noch sei er dessen Informant gewesen. Am 1. August 2017 begann in Ankara ein Prozess gegen den abwesenden Öksüz und seine Mitangeklagten. Als Belege für die Verbindungen zu Gülen veröffentlichte türkische Medien ein Video, das Öksüz mit seinen Kindern vor Jahren bei Gülen zeigen soll. Ein weiteres Bild, das Öksüz mit Gülen zeigt und laut Presse vermutlich aus den 1990er Jahren stammt, wurde bei einer Durchsuchungsmaßnahme von Öksüz' Wohnung sichergestellt.
Mitte August 2017 hat das türkische Außenministerium die Auslieferung von Öksüz von der Bundesrepublik Deutschland beantragt, falls er sich dort aufhalte. Laut bislang unbestätigten türkischen Medienberichten hat Öksüz in Baden-Württemberg Asyl beantragt. Die Nachrichtenagentur Anadolu berichtete unter Berufung auf Diplomatenkreise in Ankara und Berlin, dass die Note um den 13. Juli 2017 übermittelt worden sei. Laut türkischen Zeitungen sei Öksüz in Frankfurt am Main und in Ulm gesehen worden. Auf Anfrage von Zeit Online wollte das Innenministerium in Baden-Württemberg den Asylantrag weder bestätigen noch dementieren, und auch das Bundesministerium des Innern wollte sich nicht äußern.
Im November 2017 hat die deutsche Polizei zwecks Aufenthaltsermittlung nach Öksüz gefahndet. Bundesaußenminister Sigmar Gabriel erklärte bei einem Treffen mit Außenminister Mevlüt Çavuşoğlu im Januar 2018 in Goslar, es stehe nicht fest, dass sich Öksüz überhaupt in Deutschland aufhalte.
Der türkische Innenminister Süleyman Soylu gab im Juni 2018 bekannt, dass Öksüz in Berlin-Neukölln vermutet wird und veröffentlichte über die türkische Nachrichtenagentur Anadolu die Adresse der Wohnung in Berlin-Neukölln, in der sich Öksüz verstecken soll. Die Türkei forderte seine Auslieferung. Die Bundesregierung lehnte seine Auslieferung in die Türkei ab.